# 木村拓也
木村 拓也（きむら たくや、1972年〈昭和47年〉4月15日 - 2010年〈平成22年〉4月7日）は、宮崎県宮崎郡田野町（現：宮崎市）出身のプロ野球選手（内野手・外野手・捕手、右投両打）、コーチ。
愛称は「キムタク」。
アテネオリンピック野球の銅メダリスト。

## 経歴
高校時代は捕手を務め、宮崎県立宮崎南高等学校では1年夏の甲子園（70回大会）で1勝、3年春には5打席連続三塁打、高校通算35本塁打の記録を持つ。遠投120メートルの強肩捕手として鳴らしていた。
父親は旧・田野町の町議会議員を長く務めた地元の名士である。

### 日本ハム時代
1990年オフ、捕手としてドラフト外で日本ハムファイターズに入団。しかし、開幕時の支配下登録の当時の60人枠から漏れ、一度は任意引退選手扱いとなったことがあった。
本職の捕手としての出場機会に恵まれなかったこと、木村自身が「試合に出なければプロとはいえない」というプライドから、他に空いているポジションを探すことを決意し、1992年に俊足と強肩を買われて外野手に転向。

### 広島時代
1994年オフに長冨浩志投手との交換トレードで広島東洋カープに移籍。正田耕三の後釜候補として二塁手に就き、以後内野の守備も兼ねるようになる。
1996年オフにスイッチヒッター転向に取り組み、1997年よりスイッチヒッターデビューした。同年秋季キャンプから故障がちな野村謙二郎の控えとして遊撃手に挑戦。これが大きな転機となる。
1998年、公式戦で遊撃手として守ったほかに代打の切り札として活躍、盗塁も14個記録してスーパーサブとしての役割を果たした。
1999年には一時捕手への再転向案が浮上し、公式戦でも4試合捕手を守った。この頃よりユーティリティープレイヤーとなり、この年だけで投手・一塁手以外の全ポジションを守っている。同年はプロ初本塁打を放つなどバッティングも向上し、2000年には一番打者として初の規定打席に到達しただけでなく、打率2割8分8厘、10本塁打、30打点、165安打の好成績を残すなど10年目にしてブレイクした。以降は3年連続して130試合出場するなど、チームにとって欠かせない存在となる。
2000年は2番東出輝裕とのコンビでシーズン通じて1番打者で活躍し、自己最高の45打点をマークするも、引っ張り中心のスイングが目立つようになり、加えてリードオフマンとしては三振が多い点も課題で、最も打席数の多い1番という条件を考慮しても、129個もの三振を喫している。
2002年は東出の故障により、それまで二塁・中堅での起用が主であったが、遊撃での起用も増えた。打撃面での成績は前年を下回った。2003年には東出が二塁へコンバートされることになったため、木村が遊撃へ回る案も出たが、アンディ・シーツの獲得により実行はされなかった。しかし、東出から二塁のポジションを奪還し、自己最高の13本塁打を放っただけでなく、センター前に渋く打ち返すシュアな打撃にも磨きがかかり、打率も2割8分を超えた。シーズン通して二塁を主に守っていたが、三塁や外野、シーツが退いた場合は遊撃の守備にもついた。
2004年にはアテネオリンピック野球日本代表に選出（詳細は後述）。10月9日の対横浜28回戦では三浦大輔の前に三重殺（記録はセンターフライ）を喫している。このシーズン以降は若手選手の急成長に加え、足や腰を故障するなどして、打撃や走塁で満足なプレーを残せず、スタメン出場の機会は著しく減少。シーズン終盤に椎間板ヘルニアを発症し、手術を受けた。
2005年は打順は一定しないもののほぼ二塁・遊撃を守る。レギュラーに定着しかけていたが腰痛を発症し、8月上旬に離脱した。1ヶ月後復帰したが、以後はスタメン起用は大幅に減った。2006年シーズン、新任のマーティ・ブラウン監督の若手起用の方針により開幕二軍スタートとなり、全く一軍での起用がなく、シーズン途中ではあったが本人の希望もあって6月5日に山田真介外野手との交換トレードで巨人へ移籍。広島OBの江夏豊は「広島は大きな損失をした」と木村の移籍を惜しんだ。なお、広島時代の応援歌「足の速さは 誰にも負けない 風を切り走れ 木村拓也」のフレーズは、2007年シーズン後に広島に移籍してきた同姓の木村昇吾（2015年退団）に引き継がれた。

### 巨人時代
「出番を求めてトレードを志願したのに、トレード先が戦力の充実している巨人だった」と、トレードに懐疑的な考えを抱いていたが、移籍後間もない同年6月7日の対福岡ソフトバンクホークス戦（福岡Yahoo!JAPANドーム）で早くも一軍登録され、4回表に指名打者でスタメンだった原俊介の代打で初出場。試合途中に李承燁の負傷退場もあり、三塁手・中堅手としても出場し、いきなりの活躍を見せる。シーズン終了後の契約更改では、代打出場での打率が高く代打の切り札として起用され、多くの選手の年俸が引き下げられる中、年俸5000万円（推定、以下同）から、200万円アップの5200万円となった。
2007年シーズンは、二塁手として加入した新外国人のルイス・ゴンザレスが開幕早々に離脱したこともあり、対右先発時のスタメン二塁手として活躍。慣れた二塁での起用だったこともあり、この年の100試合以上に出場した二塁手の中では関本健太郎の守備率.994に次ぐ守備率.993を記録し、守備能力の健在ぶりをアピールした。
2007年には偶に捕手練習をしていたこともあり、捕手2人制を敷いていた巨人では、正捕手の阿部慎之助が欠場や途中交代した際はブルペンに入って、捕手としての出場に備えたことが数試合あった。
上記のようにチームの穴を埋める活躍を見せたことで、2007年シーズン終了後には、自身プロ入り後最高年俸となる6500万円で更改し、会見では笑顔も見せた。また、原辰徳は別の席で「今年、タク（木村の愛称）がいなかったらと思うとゾッとしますね」とコメントしている。
2008年は開幕から2番、二塁に定着し打撃も好調で打率3割をキープし続け、中軸へのつなぎ役として重要な役割を果たした。5月26日の対日本ハム戦では故障で欠場した小笠原道大に代わり3番でスタメン出場し、先制点となる本塁打を放ち勝利に貢献した。試合後のヒーローインタビューでは「ジャイアンツは主力がいなければ弱いのかと思われたくない。だから絶対に勝ちたかった」とコメントした。6月21日の対ソフトバンク戦では延長12回に自身5年ぶり、巨人移籍後初となる逆転サヨナラ打を放った。その日は、9回二死で大道典嘉が完投目前の杉内俊哉から同点本塁打を打って追い付いた後の逆転劇であった。9月24日には広島市民球場でプロ野球251人目となる通算1000安打を達成するなど、シーズンを通じて正二塁手として定着し続けた。規定打席こそ僅かに及ばなかったものの、自己最高の打率.293を残し、更には広島時代の2003年以来となるシーズン100安打、チームトップの26犠打をマークするなど巨人移籍後最高のシーズンとなった。
2009年は若手選手との競争に加えて、正二塁手候補として新たにエドガルド・アルフォンゾが入団。しかし、アルフォンゾや脇谷亮太の不振で、前年同様2番セカンドで木村が固定された。一時はリーグ打率4位をマークする好調ぶりだったが、4月16日から29日にかけて20打席近く無安打を喫するなど不振に陥り、4割近い打率も一気に2割台前半へと下降した。不振の脇谷が徐々に調子を上げたこともあり、スタメンから木村が外れることも多くなった。交流戦に入ると、5月19日の北海道日本ハムファイターズ戦でシーズン第1号を含む3安打、6月16日の埼玉西武ライオンズ戦では 石井一久から逆転3ラン本塁打を放つなど、復調の兆しを見せたものの、7月3日に一軍選手登録を抹消された。ファームで結果を残し、7月14日には再登録された。
9月4日の対ヤクルト戦（東京ドーム）では、捕手登録選手が全て交代していたため、10年ぶりに捕手として出場した（詳細は後述）。
10月10日、広島時代の同僚・緒方孝市の引退試合（マツダスタジアム）では、8回からセンターの守備に就いていた緒方に向けて狙ったかのようにフライを放ち、アウトになったにもかかわらず笑顔をみせた。シーズン最終打席は巨人最終戦の10月12日、対ヤクルト戦において7回代打で登場、結果は三塁ゴロだった。この結果、木村の生涯打数は4000となり、生涯打率が公式記録として認められる範囲に入った。日本シリーズでは第1戦、第2戦、第4戦で先発出場するなど、最後まで試合の第一線で活躍し続けた。第4戦の5回に八木智哉から安打を放っている。8回は林昌範に三振を奪われ、これが現役生活最後の打席となっている。チームは4勝2敗で7年ぶりの日本一奪回。木村にとっては初の日本一であった。
11月7日、日本シリーズ第6戦終了後に球団から今シーズン限りで現役を引退することが発表され記者会見を行った。引退理由については詳細に語られなかったが、若手に出番を与えるために木村の出場機会が減ることを考慮した原が、コーチ就任を要請し、木村がこれを受諾した上でのことであることが後に語られている。ファン感謝デーでは会田有志とともに引退セレモニーを行い、息子のインフルエンザで会場に来られなかった家族に「パパは、がんばったよ」と挨拶をした。なお、木村が愛用していたミット・グラブの手入れ道具一式は寺内崇幸が譲り受けた。
2010年、巨人の一軍内野守備走塁コーチに就任した。公式戦開幕前の3月4日に開催された2010年度入団新人研修に講師として招聘され、新人選手を相手に、自らがドラフト外で入団してから引退するまでの19年間の選手生活について、「プロとしてやれた秘訣」として「ハワイでのウインターリーグでイチローと同室になり、イチローの野球に対する姿勢を見て自分の甘さに気づいた」ことを語り、「この世界で食っていくためには、自分自身を知って可能性を探ることも大事だ」と述べて新人選手を鼓舞した。

### 突然の死
2010年4月2日17時40分頃、MAZDA Zoom-Zoom スタジアム広島での対広島東洋カープ1回戦の試合前、本塁付近でシートノック中に突如として意識を喪失しそのまま倒れ込んだ。直ちにその場で関係者や両チームの選手、救急隊によってAEDで蘇生処置を受けた後、広島大学病院に緊急搬送された。医師による検査などの結果、クモ膜下出血と診断され、そのまま緊急入院して治療を受けていたが、意識不明の重体から容態は回復することなく、その5日後の4月7日3時22分に入院先の病院で息を引き取った。37歳没。38歳の誕生日のわずか8日前だった。なお、清武英利球団代表は同日の記者会見で「搬送された時点で、すでにレベル5の最悪の状態だった」と状況を語った。目立った前兆は無かったが、広島入り直前に関係者に対して「ひどい頭痛に見舞われて、2時間ぐらいしか眠れなかった」「食べる量は変わらないのに痩せた」と話していたという。生死をさまよう中、巨人の選手は木村の背番号「84」をつけて、巨人ファンは現役時代の応援歌を、広島ファンも広島在籍時の応援歌をそれぞれ熱唱し、「ガンバレ、ガンバレ、拓也」とエールを送り、復帰を祈っていた。
死去当日の4月7日は、開催されたプロ野球の全試合会場で半旗を掲揚したほか、試合前に黙祷が捧げられ、マツダスタジアムではかつて在籍した広島の松田元オーナーらにより、倒れた場所である本塁付近に献花が捧げられた（同球場では試合なし）。また、生前所属していた巨人・広島の各選手と関係者、当日に巨人の対戦相手で広島時代に同僚だった阪神の金本知憲、新井貴浩、岡義朗1軍野手チーフコーチ、広島の当日の対戦相手で、広島時代の同僚だったヤクルトの福地寿樹などが喪章を付けて試合を行った。巨人はこの日の対阪神タイガース戦に勝利、小笠原道大は決勝本塁打（甲子園での本塁打は小笠原自身初）を放ち、木村に白星を捧げた。通夜は4月9日、葬儀・告別式は4月10日にそれぞれ広島市内で営まれ、3000人以上の多くの関係者やファンが詰めかけ、別れを惜しんだ。法名は「唯信」。
4月24日には東京都内で「お別れの会」が行われ、告別式に参列できなかった巨人の選手・関係者や、当日の試合のため東京入りしていた広島の選手も参列、改めて故人との別れを惜しんだ。同日の対広島東洋カープ戦は「追悼試合」として開催され、この試合の始球式は当時小学5年生の木村の長男が、父が巨人でコーチをしていた時のユニフォームを着て務めた。同日のインタビューで当時の原監督は、二人の仲が良かったことと同時に愛煙家であったことも明かしている。同日の試合では、巨人・谷佳知が逆転満塁ホームランを打ち、7対3で巨人が勝利した。
その後は、日本テレビで追悼特番が組まれ、他のテレビ局や野球雑誌などでも2010年シーズン中は木村に関する話題が幾度も取り上げられた。球界関係者のコメントには人格面・技術面を高く評価していたものも多く、指導者・プロ野球OBとしての今後に大きな期待を掛けられていた木村の急逝は、球界とその中でも木村が多くの足跡を遺した広島・巨人両球団にとって大きな人的損失であった。
2015年4月7日、木村の死去からちょうど5年となったこの日の試合前に広島の緒方孝市監督と梵英心、巨人の原辰徳監督と坂本勇人がホームベース付近に献花し、手を合わせた。両軍の選手らもベンチ前に並び、故人をしのんだ。

## プレースタイル
シーズン打率3割もゴールデングラブ賞も獲得していないが、「俊足・強肩・巧打」と、攻守ともに優れたユーティリティープレイヤーとして重宝された選手だった。それでいて両打ちと打者としてもユーティリティーであり、2006年の代打成功率は4割を超え、かつて「代打の神様」と呼ばれた八木裕は「代打で結果を残すスイッチヒッターは怖い」と絶賛した。
ユーティリティプレイヤーになっていく過程は、ドラフト外でのプロ入りから始まり、球団から目をかけてもらえない日々が続いたことで「チームで空いているポジションを探して、そこに入ろうとした」結果である。ドラフト外のプロ入りについて「今で言う育成選手ですよ」というコメントをしており、「後に続く人たち（育成選手を含む若手）の目標になりたい」と語っていた。
バントが巧く、二死や塁上にランナーがいない場面でも積極的にセーフティバントを試み、実際に成功させたこともあった。盗塁に関しては、巨人移籍後は広島時代のように積極的に企図する機会は減ったものの、俊足は健在で守備範囲も広かった。前述のとおり肩も非常に強く、外野守備時には度々矢のような送球を見せた。広島で長期にわたってリードオフマンを任され、巨人移籍後も2番などの上位打線を打つ機会が多かった点にもこうした小技や堅実さが優れていたという理由がある。広島に在籍していた頃は長打を意識するあまり、前述のように三振数が多いことが大きな課題であったが、巨人移籍後はその傾向が改善された。得点圏での勝負強さや確実性のみならず、出塁率や得点圏打率も大幅に向上した。小技も巧みに使い、2009年の日本シリーズでは第1戦の7回表、スクイズと見せかけてわざと空振りし、相手バッテリーを油断させた隙に一塁走者を進める偽装スクイズを成功させた（直後、李のタイムリーで追加点）。
打席登場曲は2007年はFatboy Slimの「Slash Dot Dash」。2008年からRage Against The Machineの「Guerrilla Radio」を使用。

### 球界屈指のユーティリティープレイヤー
投手以外全てのポジションをこなせる（投手も高校時代に経験あり）上にスイッチヒッターという器用な、采配を取る監督にとっては自在に使える便利な選手であった。特に巨人移籍以降は正二塁手としての出場も増えた。途中出場であっても、二塁手で先発している選手を他のポジションに移し、二塁を守ることが多かった。2007年の守備機会による二塁守備評価（→レンジファクター）は前任者である仁志敏久よりも高かった。
元々の本職は捕手で、プロ入り後は主に二塁手・中堅手であるが、プロでは投手以外の全てのポジションを経験した。本職以外のポジションでも、堅実にこなすことができるのが持ち味であった（ただし捕手を守った機会は他のポジションと比べて極端に少ない）。1999年以降内野を守る機会が多くなったが、2008年に内野手登録となるまでは外野手として登録されていた。
守った機会は少ないが遊撃の守備も非常に上手く、俊足強肩を生かした守備は本職が遊撃手である選手と遜色がなかった。一方で本人が「センターラインより左のポジションは自信がない」と言う通り、三塁の守備は不得意としており、巨人移籍後は終盤に二塁手以外にチームの都合から不慣れではあるが一塁手の守備要員としての出番が増えた。
木村のユーティリティープレーヤーぶりを表す象徴的な出来事が、2004年のアテネオリンピック野球日本代表選出と、2009年9月4日の対東京ヤクルトスワローズ戦17回戦での急遽捕手としての出場である。
巨人時代の原辰徳監督からは絶大なる信頼を受けていた。移籍当初の巨人はFA制度を利用しての補強が相次ぎ、その影響で世代交代・若手の育成が急務だった。原は木村に同じく巧打・堅守で知られた川相昌弘のような役割を期待していた。木村が守備で緩慢なプレーでミスをした際、すぐ交代させるなど、木村には若手への見本となるためのハードルを高く敷いた。木村もこれによく応え、野手のチームリーダー格として若手を牽引した。木村が引退時の巨人は小笠原やアレックス・ラミレス、マーク・クルーンなどまだ他球団からの移籍選手に依存していた。
現役最晩年に最も活躍し、メディアでも注目を浴びた非常に珍しい選手である。また、他球団の主力選手で巨人に移籍した選手は結果を残せぬまま退団する選手も多かったなか、巨人移籍後も攻守にわたって重宝され、原巨人のリーグ3連覇に大きく貢献した。引退後すぐに巨人のコーチ就任を打診されるなど、他球団出身の選手としては異例の待遇を受けた。原は2012年のリーグ優勝後、「ようやく拓也にいい報告が出来る」と振り返った。

### アテネオリンピック日本代表として
アテネオリンピックでの野球日本代表は各チームから2名以内の選出という申し合わせ事項があり、広島からエースの黒田博樹と共に選出された選手は、当時連日スタメンに名を連ねていた前田智徳や新井貴浩ではなく、グレッグ・ラロッカや緒方孝市と交代でセカンドやセンターで出場する機会の多かった木村だった。オリンピックの野球競技（を含めた野球の国際大会）では、ベンチ入り可能な選手人数が非常に少ないため、複数のポジションをこなせる選手は重宝された。アテネオリンピックの公式記録集では日本代表で唯一、ユーティリティープレーヤーである「U」の表記となっている。試合出場は予選リーグの対ギリシャ戦（8回から谷佳知との交代でレフトを守る）と、3位決定戦となった対カナダ戦（8番レフトでフル出場）の2試合にとどまったが、試合での攻守のみならず、雑用係やブルペンキャッチャーとしても活躍し、長嶋茂雄からは「率先して裏方の仕事を手伝い、銅メダルに貢献してくれた」と称えられた。

### 2009年9月4日、対ヤクルト17回戦
2009年9月4日、東京ドームで行われた対東京ヤクルトスワローズ17回戦。巨人の先発はセス・グライシンガーのため、相性を考慮して先発捕手は鶴岡一成、正捕手の阿部慎之助は一塁手として先発出場した。阿部は7回表の守備で途中交代、鶴岡も8回裏に木村が代打に起用されて退き、9回表から唯一残った捕手である加藤健が出場。木村は二塁の守備に付いた。試合は9回裏に巨人が同点に追いついて延長戦に突入。しかし、11回裏に打席に入った加藤が高木啓充から頭部に死球を受けて負傷退場となり、巨人はその回無得点に終わったため、次の12回表を守る捕手がいない、という緊急事態になった。
この時、広島在籍時に捕手経験があった木村に白羽の矢が立った。原辰徳監督は捕手起用のために木村を探したが、加藤が退場する前から出番を感じた木村は、すでにブルペンに行き、捕り慣れていない変化球を捕球する練習を行っていたという。木村は、いつでも、どのポジションでも出られるように5種類のグラブとミット（一塁手用ミット、二塁手・遊撃手兼用グラブ、二塁手・遊撃手兼用予備グラブ、三塁手用グラブ、外野手用グラブ）を常に持ち込んでいたが、捕手用ミットは持っていなかったため、「一番柔らかかったから」として鶴岡のミットを、チェストプロテクターやレガースなどはブルペン捕手からそれぞれ借りて「急造捕手」としてグラウンドへ出た。捕手としての出場は広島時代の1999年7月6日の横浜12回戦に同じく「急造捕手」として出場して以来10年ぶり（3716日ぶり）であった。
12回表に救援登板した豊田清には、初球にフォークを投げさせるなど自らサインを出し、田中浩康を中飛に打ち取る。「豊田さんは直球とフォークしかないから。体を張って止めればいい」と割り切っていた木村だったが、バッター青木宣親のところで藤田宗一に投手交代。「球種が多くて大変でした」と語りながらも、1球目シュート、2球目カーブとバッターの裏をかく配球で入り、最後にスライダーで青木を三振に仕留めた。この後飯原誉士には四球を与え、アーロン・ガイエルに右前打を浴びたが、この回3人目の野間口貴彦が松元ユウイチをこのイニング合計23球目となる151km/hの速球で三振に仕留め、しびれる状況の中で木村はその役割を見事に果たした。原はベンチを飛び出し、戻ってきた「捕手・木村拓」に抱きつくように何度も肩をたたいて活躍を讃えた。またこの試合のテレビ中継で解説者として現地におり、広島時代に木村を監督として指導した際には木村をほとんど褒めたことがないという山本浩二は、試合後のインタビューで「拓也、大したもんだ」と賛辞を送った。

### 背番号
木村は現役時代の多くを過ごした広島・巨人では背番号0を付けて活躍した。前述の捕手としての出場も含めてその姿が有名になったが、1991年に日本ハムファイターズへ入団した際は59、1994年に広島へ移籍した当初は41だった。1998年に高信二が現役を引退すると、翌年から木村は高が背負っていた0を付け、巨人移籍直後はトレード相手となった山田真介の背番号58を引き継いだが、翌年から再び背番号0となり、引退まで背負った。
現役引退後、巨人のコーチとして就任し、死去するまでの間つけていた背番号は84だった。

## 人物

### 登録名について
広島時代（2000年以降）には木村一喜が、巨人移籍後は木村正太が同チームに所属していたため、実況や場内アナウンスでは必ず「きむらたくや」とフルネームで呼ばれており、スコアボードにも「木村拓」と表示された。コーチ就任後も木村龍治がコーチとして在籍している関係上「木村拓コーチ」と表記された。

### 木村拓哉との関係
自身と一字違いだが同姓同名で人気アイドルグループ・SMAPのメンバーであった木村拓哉の愛称「キムタク」にちなんで「球界のキムタク」や「鯉のキムタク」と紹介されることも多かった。奇しくも二人は1972年生まれの同学年であり、広島時代の2002年に『SMAP×SMAP』のなかで放送された特別企画「同学年」で初めて拓哉と対面し、「キムタク対談」が実現した。その席で拓哉は「（自分自身は）野球はあまり詳しくないが、自分と同じ名前のプロ野球選手がいることは知っていました。（上記の理由で）「きむらたくや」「きむらたくや」といつもフルネームで（拓也が）呼ばれるじゃないですか。自分の事じゃないんだけど、何か「よしっ」という感じで嬉しく思っていました」と語り、一方の拓也は「知名度は（拓哉と）全然違うと思いますけど、プロ野球選手として（SMAPの）木村さんと同じぐらい名前を知ってもらえるようになろうと、ある意味目標にしてましたね」と語っており、これ以降2人の間で交流が生まれた。また、この席で拓也は収録後に行われる巨人 - 広島戦（2002年9月7日、東京ドーム）で本塁打を打つことを拓哉に約束。宣言通り工藤公康から左越えに本塁打を放ち、それを聞いた拓哉が大喜びするという姿が見られた。
拓也が緊急入院した時、主演ドラマ『月の恋人〜Moon Lovers〜』の上海ロケに参加していた拓哉は「まだ試合終了にはなっていない。奇跡を待ちたい」とエールを送ったが、その願いは届かなかった。その後、拓也の告別式には献花も行った。

### 同郷関係
巨人軍の球団代表を務めた清武英利は同じ宮崎南高等学校出身で、木村の先輩である。俳優の堺雅人は木村の一つ下の学年。
宮崎放送アナウンス部長の伊賀透浩とは田野中学の同級生である。伊賀はテレビ長崎にアナウンサーとして在職中に平日のKTNスーパーニュースを担当しており、4月2日に木村が倒れたニュースをローカルニュースが始まる一分前に東京からのニュース速報で知り、まさに予期せぬ突然の出来事だったという。12月には木村の呼びかけで同窓会を行う予定であったという。

### テレビ出演
日本テレビ『ズームイン!!サタデー』（以下ズムサタ）の人気コーナー「プロ野球熱ケツ情報」に巨人移籍の2006年から多数出演。進学校出身ということもあり、博学多彩な知識を披露してコーナーを盛り上げ、同じ他球団出身の大道と共に常連出演者となった。 2010年4月10日の放送では、「ありがとう 木村拓也」と題して熱ケツ情報の名場面を振り返る追悼企画をCMを挟まずに放送した。またズムサタでの4年間の取材をまとめたドキュメンタリー『一生懸命-木村拓也・パパが残してくれたモノ-』が同年7月25日にリアル×ワールドで放送された。
また、同じく日本テレビ『中井正広のブラックバラエティ』での野球ものまねでは現役選手ながら他の選手とともによく出演していた。2010年4月11日の放送では番組の最後に本番組出演時のVTR（2008年12月12日収録）をバックに「木村拓也さん ありがとうございました」という追悼コメントを出した。

### その他のエピソード
広島東洋カープ所属時代、大野練習場で一人の少年に写真撮影をお願いされた。就学時間帯なので怪訝に思い「学校はどうしたの？」と聞くと、中学生だが不登校中だと言う。そこで木村は「そっか、大人でも『今日、会社に行きたくない』って時結構あるよ。焦らなくても大丈夫。」と優しく励ました。少年は感激し、登校を再開した。この少年は、後のカープ芸人ゴッホ向井ブルーである。

## 詳細情報

### 年度別打撃成績
| 年 度      | 球 団      | 試 合 | 打 席 | 打 数 | 得 点 | 安 打 | 二 塁 打 | 三 塁 打 | 本 塁 打 | 塁 打 | 打 点 | 盗 塁 | 盗 塁 死 | 犠 打 | 犠 飛 | 四 球 | 敬 遠 | 死 球 | 三 振 | 併 殺 打 | 打 率 | 出 塁 率 | 長 打 率 | O P S |
| ---------- | ---------- | ----- | ----- | ----- | ----- | ----- | -------- | -------- | -------- | ----- | ----- | ----- | -------- | ----- | ----- | ----- | ----- | ----- | ----- | -------- | ----- | -------- | -------- | ----- |
| 1992       | 日本ハム   | 6     | 15    | 13    | 3     | 3     | 0        | 1        | 0        | 5     | 1     | 1     | 0        | 1     | 0     | 1     | 0     | 0     | 3     | 0        | .231  | .286     | .385     | .670  |
| 1993       | 日本ハム   | 29    | 18    | 16    | 4     | 3     | 0        | 0        | 0        | 3     | 2     | 0     | 1        | 0     | 0     | 2     | 0     | 0     | 3     | 0        | .188  | .278     | .188     | .465  |
| 1994       | 日本ハム   | 83    | 41    | 39    | 6     | 8     | 3        | 0        | 0        | 11    | 0     | 2     | 0        | 1     | 0     | 0     | 0     | 1     | 10    | 1        | .205  | .225     | .282     | .507  |
| 1995       | 広島       | 7     | 7     | 7     | 1     | 0     | 0        | 0        | 0        | 0     | 0     | 0     | 0        | 0     | 0     | 0     | 0     | 0     | 3     | 0        | .000  | .000     | .000     | .000  |
| 1996       | 広島       | 30    | 15    | 14    | 5     | 2     | 0        | 0        | 0        | 2     | 0     | 4     | 2        | 1     | 0     | 0     | 0     | 0     | 4     | 0        | .143  | .143     | .143     | .286  |
| 1997       | 広島       | 77    | 88    | 78    | 17    | 18    | 1        | 0        | 0        | 19    | 5     | 8     | 1        | 2     | 0     | 8     | 0     | 0     | 25    | 0        | .231  | .302     | .244     | .546  |
| 1998       | 広島       | 86    | 150   | 131   | 20    | 32    | 5        | 2        | 0        | 41    | 8     | 14    | 2        | 5     | 1     | 13    | 0     | 0     | 27    | 0        | .244  | .310     | .313     | .623  |
| 1999       | 広島       | 90    | 231   | 205   | 23    | 51    | 6        | 1        | 3        | 68    | 13    | 6     | 2        | 15    | 1     | 10    | 0     | 0     | 39    | 10       | .249  | .282     | .332     | .614  |
| 2000       | 広島       | 136   | 620   | 572   | 74    | 165   | 34       | 2        | 10       | 233   | 30    | 17    | 15       | 11    | 1     | 33    | 1     | 3     | 80    | 4        | .288  | .330     | .407     | .737  |
| 2001       | 広島       | 137   | 630   | 551   | 78    | 145   | 23       | 5        | 7        | 199   | 45    | 18    | 11       | 16    | 2     | 61    | 1     | 0     | 129   | 5        | .263  | .336     | .361     | .697  |
| 2002       | 広島       | 130   | 449   | 412   | 46    | 98    | 18       | 1        | 5        | 133   | 27    | 6     | 1        | 13    | 1     | 20    | 0     | 3     | 66    | 7        | .238  | .278     | .323     | .600  |
| 2003       | 広島       | 131   | 537   | 473   | 64    | 135   | 19       | 0        | 13       | 193   | 38    | 14    | 6        | 26    | 3     | 30    | 4     | 5     | 95    | 6        | .285  | .333     | .408     | .741  |
| 2004       | 広島       | 85    | 183   | 161   | 21    | 40    | 8        | 2        | 2        | 58    | 12    | 4     | 0        | 4     | 1     | 17    | 0     | 0     | 32    | 2        | .248  | .318     | .360     | .679  |
| 2005       | 広島       | 111   | 354   | 313   | 32    | 77    | 9        | 0        | 2        | 92    | 16    | 3     | 5        | 13    | 0     | 26    | 2     | 2     | 41    | 9        | .246  | .308     | .294     | .602  |
| 2006       | 巨人       | 62    | 169   | 146   | 12    | 38    | 7        | 0        | 0        | 45    | 7     | 0     | 2        | 5     | 1     | 16    | 0     | 1     | 32    | 2        | .260  | .335     | .308     | .644  |
| 2007       | 巨人       | 113   | 338   | 311   | 26    | 82    | 15       | 2        | 2        | 107   | 29    | 4     | 4        | 5     | 2     | 17    | 2     | 3     | 64    | 6        | .264  | .306     | .344     | .650  |
| 2008       | 巨人       | 124   | 432   | 372   | 46    | 109   | 21       | 0        | 7        | 151   | 31    | 1     | 3        | 26    | 2     | 27    | 1     | 5     | 61    | 3        | .293  | .347     | .406     | .753  |
| 2009       | 巨人       | 86    | 210   | 186   | 17    | 43    | 8        | 0        | 2        | 57    | 16    | 1     | 0        | 8     | 2     | 12    | 0     | 2     | 38    | 2        | .231  | .282     | .306     | .589  |
| 通算：18年 | 通算：18年 | 1523  | 4487  | 4000  | 495   | 1049  | 177      | 16       | 53       | 1417  | 280   | 103   | 55       | 152   | 17    | 293   | 11    | 25    | 752   | 57       | .262  | .315     | .354     | .670  |

- 各年度の太字はリーグ最高

### 通算守備成績
外野手
| 年 度 | 球 団    | 外野  | 外野  | 外野  | 外野  | 外野  | 外野     |
| 年 度 | 球 団    | 試 合 | 刺 殺 | 補 殺 | 失 策 | 併 殺 | 守 備 率 |
| ----- | -------- | ----- | ----- | ----- | ----- | ----- | -------- |
| 1992  | 日本ハム | 5     | 12    | 1     | 0     | 0     | 1.000    |
| 1993  | 日本ハム | 26    | 13    | 0     | 0     | 0     | 1.000    |
| 1994  | 日本ハム | 80    | 50    | 4     | 0     | 0     | 1.000    |
| 1995  | 広島     | 3     | 3     | 0     | 0     | 0     | 1.000    |
| 1996  | 広島     | 17    | 8     | 0     | 0     | 0     | 1.000    |
| 1997  | 広島     | 38    | 15    | 0     | 0     | 0     | 1.000    |
| 1998  | 広島     | 35    | 40    | 3     | 0     | 2     | 1.000    |
| 1999  | 広島     | 25    | 17    | 0     | 1     | 0     | .944     |
| 2000  | 広島     | 50    | 83    | 3     | 2     | 0     | .977     |
| 2001  | 広島     | 122   | 200   | 7     | 3     | 1     | .986     |
| 2002  | 広島     | 36    | 49    | 1     | 0     | 0     | 1.000    |
| 2003  | 広島     | 11    | 8     | 0     | 0     | 0     | 1.000    |
| 2004  | 広島     | 43    | 31    | 0     | 0     | 0     | 1.000    |
| 2005  | 広島     | 12    | 10    | 1     | 0     | 1     | 1.000    |
| 2006  | 巨人     | 31    | 35    | 0     | 0     | 0     | 1.000    |
| 2007  | 巨人     | 3     | 0     | 0     | 0     | 0     |          |
| 2008  | 巨人     | 2     | 2     | 0     | 0     | 0     | 1.000    |
| 通算  | 通算     | 539   | 576   | 20    | 6     | 4     | .990     |

内野手
| 年 度 | 球 団 | 二塁  | 二塁  | 二塁  | 二塁  | 二塁  | 二塁     | 遊撃  | 遊撃  | 遊撃  | 遊撃  | 遊撃  | 遊撃     | 三塁  | 三塁  | 三塁  | 三塁  | 三塁  | 三塁     | 一塁  | 一塁  | 一塁  | 一塁  | 一塁  | 一塁     |
| 年 度 | 球 団 | 試 合 | 刺 殺 | 補 殺 | 失 策 | 併 殺 | 守 備 率 | 試 合 | 刺 殺 | 補 殺 | 失 策 | 併 殺 | 守 備 率 | 試 合 | 刺 殺 | 補 殺 | 失 策 | 併 殺 | 守 備 率 | 試 合 | 刺 殺 | 補 殺 | 失 策 | 併 殺 | 守 備 率 |
| ----- | ----- | ----- | ----- | ----- | ----- | ----- | -------- | ----- | ----- | ----- | ----- | ----- | -------- | ----- | ----- | ----- | ----- | ----- | -------- | ----- | ----- | ----- | ----- | ----- | -------- |
| 1995  | 広島  | 1     | 2     | 1     | 1     | 1     | .750     | -     | -     | -     | -     | -     | -        | -     | -     | -     | -     | -     | -        | -     | -     | -     | -     | -     | -        |
| 1996  | 広島  | -     | -     | -     | -     | -     | -        | -     | -     | -     | -     | -     | -        | -     | -     | -     | -     | -     | -        | -     | -     | -     | -     | -     | -        |
| 1997  | 広島  | 10    | 17    | 16    | 1     | 4     | .971     | -     | -     | -     | -     | -     | -        | -     | -     | -     | -     | -     | -        | -     | -     | -     | -     | -     | -        |
| 1998  | 広島  | 10    | 9     | 20    | 1     | 4     | .967     | 4     | 6     | 12    | 2     | 2     | .900     | -     | -     | -     | -     | -     | -        | 1     | 1     | 0     | 0     | 1     | 1.000    |
| 1999  | 広島  | 44    | 58    | 106   | 6     | 26    | .965     | 9     | 5     | 11    | 3     | 2     | .842     | 4     | 1     | 5     | 1     | 0     | .857     | -     | -     | -     | -     | -     | -        |
| 2000  | 広島  | 118   | 237   | 365   | 14    | 81    | .977     | -     | -     | -     | -     | -     | -        | -     | -     | -     | -     | -     | -        | -     | -     | -     | -     | -     | -        |
| 2001  | 広島  | 34    | 58    | 80    | 4     | 12    | .972     | -     | -     | -     | -     | -     | -        | -     | -     | -     | -     | -     | -        | -     | -     | -     | -     | -     | -        |
| 2002  | 広島  | 62    | 71    | 138   | 3     | 18    | .986     | 46    | 48    | 102   | 2     | 22    | .987     | 9     | 0     | 6     | 0     | 2     | 1.000    | -     | -     | -     | -     | -     | -        |
| 2003  | 広島  | 110   | 235   | 339   | 9     | 63    | .985     | 2     | 0     | 0     | 0     | 0     | -        | 13    | 7     | 15    | 4     | 1     | .846     | -     | -     | -     | -     | -     | -        |
| 2004  | 広島  | 21    | 20    | 33    | 2     | 10    | .964     | 1     | 1     | 0     | 0     | 0     | 1.000    | 10    | 1     | 9     | 4     | 0     | .714     | -     | -     | -     | -     | -     | -        |
| 2005  | 広島  | 81    | 134   | 235   | 7     | 38    | .981     | 29    | 15    | 26    | 2     | 3     | .953     | -     | -     | -     | -     | -     | -        | -     | -     | -     | -     | -     | -        |
| 2006  | 巨人  | 19    | 29    | 33    | 3     | 8     | .954     | -     | -     | -     | -     | -     | -        | 7     | 3     | 10    | 0     | 2     | 1.000    | -     | -     | -     | -     | -     | -        |
| 2007  | 巨人  | 92    | 195   | 232   | 3     | 54    | .993     | -     | -     | -     | -     | -     | -        | -     | -     | -     | -     | -     | -        | 2     | 3     | 0     | 0     | 0     | 1.000    |
| 2008  | 巨人  | 103   | 166   | 213   | 5     | 40    | .987     | -     | -     | -     | -     | -     | -        | 18    | 8     | 22    | 2     | 2     | .938     | 20    | 47    | 5     | 1     | 4     | .981     |
| 2009  | 巨人  | 64    | 115   | 126   | 3     | 21    | .988     | -     | -     | -     | -     | -     | -        | -     | -     | -     | -     | -     | -        | 16    | 34    | 2     | 0     | 1     | 1.000    |
| 通算  | 通算  | 769   | 1346  | 1937  | 62    | 380   | .981     | 91    | 75    | 151   | 9     | 29    | .962     | 61    | 20    | 67    | 11    | 7     | .888     | 39    | 85    | 7     | 1     | 5     | .989     |

捕手
| 年 度 | 球 団 | 捕手  | 捕手  | 捕手  | 捕手  | 捕手  | 捕手  | 捕手     | 捕手     | 捕手     | 捕手     | 捕手     |
| 年 度 | 球 団 | 試 合 | 刺 殺 | 補 殺 | 失 策 | 併 殺 | 捕 逸 | 守 備 率 | 企 図 数 | 許 盗 塁 | 盗 塁 刺 | 阻 止 率 |
| ----- | ----- | ----- | ----- | ----- | ----- | ----- | ----- | -------- | -------- | -------- | -------- | -------- |
| 1999  | 広島  | 4     | 10    | 2     | 0     | 1     | 1     | 1.000    | 4        | 4        | 0        | .000     |
| 2009  | 巨人  | 1     | 2     | 0     | 0     | 0     | 0     | 1.000    | 0        | 0        | 0        | -        |
| 通算  | 通算  | 5     | 12    | 2     | 0     | 1     | 1     | 1.000    | 4        | 4        | 0        | .000     |

### 表彰
- ベスト・ファーザー イエローリボン賞 in 「プロ野球部門」 特別賞 （2010年）

### 記録
- オールスターゲーム出場：2回（2000年、2001年）

初記録
- 初出場：1992年9月29日、対西武ライオンズ21回戦（東京ドーム）、7回裏に田村藤夫の代打として出場
- 初打席：同上、7回裏に郭泰源の前に三振
- 初安打・初打点：1992年10月3日、対西武ライオンズ23回戦（西武ライオンズ球場）、7回表に呉俊宏から右越適時三塁打
- 初先発出場：1992年10月4日、対西武ライオンズ24回戦（西武ライオンズ球場）、9番・中堅手として先発出場、3打数1安打
- 初盗塁：1992年10月13日、対近鉄バファローズ26回戦（藤井寺球場）、9回表に二盗（投手：野茂英雄、捕手：光山英和）
- 初本塁打：1999年6月1日、対ヤクルトスワローズ7回戦（山形県野球場）、1回裏にジェイソン・ハッカミーから中越ソロ

節目の記録
- 1000試合出場：2004年7月16日、対横浜ベイスターズ14回戦（横浜スタジアム）、9回表に倉義和の代打として出場し土肥義弘から左越2ラン　※史上396人目
- 1000安打：2008年9月24日、対広島東洋カープ23回戦（広島市民球場）、6回表に青木高広から左中間適時二塁打　※史上251人目
- 1500試合出場：2009年8月19日、対横浜ベイスターズ17回戦（東京ドーム）、8回裏に東野峻の代打として出場、加藤武治から二ゴロ　※史上167人目

### 背番号
- 59 （1991年 - 1994年）
- 41 （1995年 - 1998年）
- 0 （1999年 - 2006年6月7日、2007年 - 2009年）
- 58 （2006年6月8日 - 同年終了）
- 84 （2010年）
  - 23 （アテネ五輪予選時）
  - 27 （アテネ五輪代表時）